# Alarich Wallner
Alarich Alois Valentin Wallner (* 27. April 1922 in Niklasdorf; † 28. Februar 2005 in Graz) war ein österreichischer Komponist, Dirigent und Pädagoge.

## Leben
Alarich Wallner wurde am 27. April 1922 als Sohn des Volksschullehrers, -direktors und Regens chori Josef Wallner (* 20. Juni 1884 in Laufnitzdorf; † 12. November 1950 in Graz) und dessen Ehefrau, der Gastwirts- und Realitätenbesitzerstochter sowie Organistin Aloisia „Luise“ Franziska Wiedenhofer (* 28. Jänner 1898 in Anger; † 16. Oktober 1974 im LKH-Universitätsklinikum Graz), in Niklasdorf geboren und am 10. Mai auf den Namen Alarich Alois Valentin getauft. Seine Eltern hatten am 25. Juli 1921 in der Pfarre Mariahilf in Graz geheiratet. Am 2. Juni 1938 wurde er in Graz von Fürstbischof Ferdinand Stanislaus Pawlikowski gefirmt.
Er erhielt seinen ersten Geigen- und Klavierunterricht im Alter von sieben Jahren an der Musikschule in Leoben bei Hildegard Seifert und Hugo Miksch.
Neben dem Besuch der Grazer Lehrbildungsanstalt studierte er am Johann-Joseph-Fux-Konservatorium Graz Klavier bei Hugo Kroemer, Harmonielehre bei Walter Kolneder, Dirigieren bei Felix Oberborbeck und Violoncello bei Rudolf Stepnicka. Nachdem er Im Jahr 1941 zur deutschen Wehrmacht einberufen wurde, geriet er im Jahr 1943 in Afrika in amerikanische Kriegsgefangenschaft.
Nach seiner Rückkehr nach Österreich im Jahr 1946 schloss er im Jahr 1947 seine pädagogischen Ausbildung zum Volks- und Hauptschullehrer ab. Am Grazer Konservatorium führte er seine Studien in Komposition bei Waldemar Bloch und Dirigieren bei Günter Eisele fort. Daneben unterrichtete er in Gleisdorf/St. Nachdem er im Jahr 1948 nach Graz versetzt worden war, legte er weitere Lehramtsprüfungen ab, darunter für Musik an Hauptschulen sowie Klavier für höhere Lehranstalten.
Bis zum Jahr 1982 arbeitete Wallner als Lehrer in Graz. Ab den 1950er und 1960er Jahren gründete er den Grazer Lehrerchor, das Philharmonia Kammerorchester Graz, das Grazer Kammerorchester (gemeinsam mit Adolf Winkler und Elisabeth Wamlek-Junk) sowie Philharmonika Styria (gemeinsam mit Karl Haidmayer und Franz Roller).

## Privates
Am 27. April 1950 hatte er in Graz in erster Ehe eine Erna Anna Achleitner geheiratet. In zweiter Ehe heiratete er am 14. Oktober 1960 standesamtlich in Graz und am 14. August 1961 kirchlich in Kammern eine Sieglinde Kaml. Seine dritte Ehe ging Wallner am 13. Dezember 1985 in Dobl mit einer Ingeborg Haidmayer ein.

## Auszeichnungen
- 1987: Großen Ehrenzeichen des Landes Steiermark[7]
- 1992: Verleihung des Professorentitels
- 2002: Goldenes Ehrenzeichen der Stadt Graz[8]

## Werke (Auswahl)
- Concertino für Oboe und Kammerorchester (1939)[9]
- Ouverture classique (1940)[9]
- Sinfonietta americana (1945)[9]
- Sinfonietta 47/76 (1947)[9]
- Konzert für Flöte und Kammerorchester (1949)[9]
- Drei Lieder für Bariton und Orchester (1950)[9]
- Erste Symphonie (1952)[9]
- Drei Tanzstücke für Oboe und Streichorchester (1956)[9]
- Motette für vierstimmigen gemischten Chor und Orchester (1959)[9]
- Musik für Oboe, Fagott, Hörner, Vibraphon, Pauke und Streicher (1960)[9]
- Sechs Lieder für Alt und Orchester (1961)[9]
- Vierte Symphonie (1962)[9]
- Sonate für Flöte, Trompete und tiefe Streicher (1963)[9]
- Erste Klaviersonate (1964)[9]
- Erstes Konzert für Violine und Orchester (1965)[9]
- Hymnus und Alleluja (1966)[9]
- Zweites Konzert für Kammerorchester (1967)[9]
- Konzert für Bläserquintett und Streichorchester (1968)[9]
- Trio für Flöte, Oboe und Fagott (1969)[9]
- Sonatine für zwei Trompeten und eine Posaune (1970)[9]
- Konzert für Oboe, alternierendes Englischhorn und Orchester (1971)[9]
- Sechs steirische Tänze (1972)[9]
- Konzert für Orchester Nr. 1. C’est la vie ... (1973)[9]
- Konzert für Posaune und Orchester (1974)[9]
- Zweites Konzert für Orchester (1975)[9]
- In modo classico (1976)[9]
- Eneyelo II (1977)[9]
- Concert classique pour clarinette, cor et orchestre (1978)[9]
- Konzert für Blechblasinstrumente, Pauken und Streichorchester (1979)[9]
- Vier Lieder für hohe Singstimme und Klavier (1980)[9]
- Divertimento für Brass-Quintett (1981)[9]
- Choral für Streicher (1982)[9]
- Festmusik mit Landeshymne (1984)[9]
- Eine Grazer Gavotte (1987)[9]
- Intermezzo tonalis (1988)[9]
- Primavera 1989. Trio Cassatione (1989)[9]
- Sieben Lieder auf steirische Gedichte (1990)[9]
- Musik für Saxophonquartett und Orgel (1991)[9]
- Drei Skizzen für Streichorchester (1992)[9]
- Elegie für Violine und Orgel (1993)[9]
- Landsknechts Trinklied (1994)[9]
- Ich hebe dir mein Herz empor (1995)[9]
- 3 Stücke für Altsaxophon und Klavier (1996)[9]